# Вільгельм Юнніла
Лассі Вільгельм Юнніла (фін. Lassi Vilhelm Junnila; 6 березня 1982, Наанталі) — фінський політик, наразі є депутатом парламенту Фінляндії, представляє виборчий округ Власне Фінляндія. Член Партії фінів. Зараз він є членом трьох комітетів: Комітету з конституційного права (заступник голови), Комітету у закордонних справах і Комітету з нагляду за розвідкою. Він також є членом делегації Фінляндії в Парламентській асамблеї ОБСЄ та заступником голови парламентської групи Партії фінів.
Він був обраний до парламенту 2019 року з 10 788 голосами виборців. На виборах 2023 року він був обраний знову, набравши 8 303 голос. Юнніла також є членом міської ради Наанталі.
У червні 2023 року він був призначений міністром економіки в кабінеті Орпо. Після призначення минулі дії Юнніли і його можливі зв'язки з неонацистськими організаціями стали предметом бурхливого обговорення. 30 червня Юнніла оголосив, що подає у відставку, що зробило його перебування на посаді міністра одним з найкоротших в політичній історії Фінляндії з часів Леннарта Оеша, який обіймав посаду заступника міністра внутрішніх справ протягом 12 днів у 1932 році. 6 липня на посту міністра економіки Юнніли змінив Вілле Рідман.
За словами помічника, Юнніла раніше працював у Fortum Oil and Gas і Neste Oil у сфері інформаційних технологій, у компанії Arma Oy, що займається виготовленням ізоляції та будівельних лісів, а також у менших компаніях.

## Політичні погляди
У період з 2019 по 2022 рік Юнніла подав чотири бюджетні запити на підтримку Veljesapu-Perinneyhdistys, фінської організації, яка береже спадщину фінських добровольців у складі Ваффен-СС. У своїх пропозиціях Юнніла написав, що підтримка буде «для просування збалансованих історичних досліджень».У листопаді 2021 року Юнніла запропонував у парламенті, щоб Фінляндія сприяла контрацепцію та «кліматичні аборти» — які він визначив як «заходи, спрямовані на населення» — у «слаборозвинених суспільствах Африки», щоб стримати зростання населення та покращити умови життя в Африці. Колишній міністр внутрішніх справ Пяйві Рясенен піддав цю пропозицію різкій критиці, назвавши жахливою ідею про те, що так звані «кліматичні аборти» мають бути націлені на конкретні етнічні групи.
У грудні 2021 року Юнніла разом із вісьмома іншими депутатами парламенту виступив із заявою, в якій засудив ініціативу Вероніки Хонкасало бойкотувати імпортні продукти з Ізраїлю. У заяві стверджувалося, що пропозиція Хонкасало є антисемітською.

## Ймовірні зв'язки з неонацистами
Після оголошення про його призначення на посаду міністра ймовірні зв'язки Юнніли з неонацистськими організаціями.широко обговорювали в соціальних мережах.

### Пам'ятний захід
У 2019 році Юнніла був головним спікером на меморіалі жертвам терористичної атаки в Турку 2017 року, 188 Kukkavirta, організованому ультраправою організацією «Коаліція націоналістів» (фін. Kansallismielisten liittouma), що складається з бойовиків «Солдатів Одіна» та збройних формувань «Північного руху опору», забороненого у Фінляндії. За словами Юнніла, він не має жодних стосунків з коаліцією. Після бурхливого громадського обговорення Юнніла вибачився за свою поведінку і заявив, що в майбутньому не братиме участі в ультраправих заходах.

### Зауваження щодо виборчої кампанії
На парламентських виборах у Фінляндії у 2019 році Юнніла випадковим чином отримав номер кандидата 88. Потім він використовував ультраправий символ 14/88 під час своєї передвиборчої кампанії 2019 року. Він пов'язав свій номер 88 з днем виборів, 14 числа і використовував фразу «14 числа 88» (фін. "14. päivänä 88") у своїй передвиборчій рекламі та в інформаційній довідці кандидата. 14/88 — це ще одне популярне гасло білих расистів, де цифра 14 посилається на «Чотирнадцять слів», вигаданих білим расистом Девідом Лейном («Ми повинні забезпечити існування нашого народу та майбутнє для білих дітей») Yle цитує автора Мікко Порвалі, який сказав, що Юнніла міг би знати, що означає ця послідовність чисел.
Напередодні виборів 2023 року Юнніла виступив на заході, де привітав іншого кандидата від своєї партії з отриманням номера 88, назвав це «переможною карткою» та додав: «88, звичайно, стосується до двох літер H, про які ми більше не будемо говорити». (фін. ”Tämä 88 viittaa tietenkin kahteen H-kirjaimeen, josta ei sen enempää puhuta.”) Використання числа «88» для значення «HH» як скорочення «Хайль Гітлер» є поширеним символом переваги білих. Його слова були зустрінуті бурхливим сміхом і одним вигуком «Хайль Гітлер!» (після чого пролунало тихіше «вибачте»).

### Інше
Юнніла прокоментував фотографію, що поширювалася в соціальних мережах, нібито фотографію у Facebook, яку Юнніла надіслав своєму помічникові у 2014 році, на якій зображений сніговик, що тримає петлю ката, з головою, що нагадує капюшон Ку-клукс-клану, з підписом з побажанням білого Різдва, що є частиною пародійного кліпу з фільму 2004 року «Падіння», який висміює людину, відповідальну за сніговика.
Гаслом передвиборчої кампанії вотум на виборах 2015 року було «kaasua», яке в соціальних мережах називали експлуатацією газової камери. Однак кампанія означала натискання на педаль газу, щоб позбутися податку на нові автомобілі.

## Вотум недовіри та відставка
27 червня Зелена ліга, Лівий альянс і Соціал-демократична партія запропонували висловити вотум недовіри Юнніли. Депутат від Партії зелених Ханна Холопайнен представила цю пропозицію, заявивши, що зв'язок Юнніли з ультраправими рухами «здається безперервним і тісним» і що «зв'язки міністра Юнніли з ультраправими рухами — це не поодинокий випадок, непорозуміння або просто поганий гумор, а скоріше повторюване, систематичне і товариське спілкування». Остання велика опозиційна партія, Центристська партія, оголосила про свою підтримку наступного дня.
28 червня Юнніли пережив це рішення, отримавши 95 проти 86, при трьох утримавшихся та 15 відсутніх. Голосування викликало розбіжності в кабінеті Орпо, новопризначеному уряді Фінляндії: сім із десяти членів парламенту від партнера по урядовій коаліції, Шведської народної партії, проголосували проти Юнніли, а троє утрималися. Примітно, що Бен Зикович, єдиний єврей, член парламенту, чий батько пережив нацистські концтабори й чия урядова коаліційна партія «Національна коаліція» підтримувала Юннілу, порушив процедуру, щоб уникнути винесення вотуму довіри Юннілі. Він був присутній у залі, але утримався від голосування, і його голос був позначений як відсутній.
Через два дні Юнніла подав у відставку, заявивши, що «заради продовження роботи уряду і репутації Фінляндії я бачу, що для мене неможливо задовільно продовжувати виконувати обов'язки міністра».